# Verkehrsverbund Region Kiel

Logo des VRK

Der Verkehrsverbund Region Kiel (VRK) ist ein Verkehrsverbund im Osten des Bundeslandes Schleswig-Holstein mit einem Verkehrsgebiet von etwa 1.870 km². Er wurde im Mai 1998 gegründet und umfasst die Stadt Kiel, den südöstlichen Teil des Kreises Rendsburg-Eckernförde und den Kreis Plön. Der VRK besaß anfangs einen eigenen Gemeinschaftstarif, ist heute aber tariflich in den Schleswig-Holstein-Tarif integriert. 
Der VRK ist ein sogenannter Mischverbund aus Aufgabenträgern und Verkehrsunternehmen.

## Geschichte
Der VRK wurde als Zusammenschluss von Verkehrsunternehmen in der Region Kiel ins Leben gerufen. Die Anzahl der verschiedenen Fahrscheine in der Region Kiel verringerte sich dadurch von 227 auf 66. So verwendeten zum Beispiel die Verkehrsbetriebe Kreis Plön (VKP) bei den Streifenkarten einen Streifen, zu dem immer der Abschnitt mit dem Preisaufdruck mitzuführen war. Bei der KVAG (heute KVG) blieb es bei sechs Streifen, auf denen die Zonen abgedruckt waren.
Neben der tariflichen Harmonisierung mit einem einheitlichen Fahrkartenangebot wurden auch die betriebliche Kooperationen ausgebaut. So wurden einige Linien gemeinsam bedient, Bedienungsverbote für Haltestellen aufgehoben, das Liniennetz innerhalb Kiels teilweise komplett überplant und sogenannte „Durchbindungen“ von Linien vorgenommen. So wurden viele Regionalbuslinien, die bisher jeweils nur bis zum Hauptbahnhof Kiel verkehrten, über dieses Fahrziel hinaus durchgebunden. Auch konnten Buslinien verschiedener Unternehmen, die parallel liefen, zusammengefasst werden. Insgesamt ergaben sich dadurch Einsparungen, die wiederum in Mehrleistungen für die Fahrgäste umgewandelt werden konnten.
Heute ist der VRK in den Schleswig-Holstein-Tarif eingebunden. Innerhalb dessen werden jedoch in der Region Kiel bestimmte Angebote wie die Kurzstreckenkarte zusätzlich zum Kernsortiment des SH-Tarifs weitergeführt.

## Verkehrsunternehmen im VRK
- Kieler Verkehrsgesellschaft mbH
- Verkehrsbetriebe Kreis Plön GmbH
- Autokraft GmbH
- Regionalbahn Schleswig-Holstein GmbH
- Schlepp- und Fährgesellschaft Kiel mbH
- Nord-Ostsee-Bahn GmbH
- Erixx

## Weblink
- Schleswig-Holstein-Tarif und Verkehrsverbund Region Kiel